# آبشار آپر استیونز کریک
آبشار آپر استیونز کریک (به انگلیسی: Upper Stevens Creek Falls) آبشاری است که در پارک ملی کوه رینیر،  ایالات متحده آمریکا واقع شده و ارتفاع کلی ریزشگاه آن ۳۷۵ فوت (۱۱۴ متر) است.